# Estádio Sady Arnildo Schmidt
O Estádio Sady Arnildo Schmidt, ou simplesmente Sady Schmidt, é um estádio de futebol localizado na cidade de Campo Bom, no estado brasileiro do Rio Grande do Sul. Tem capacidade para aproximadamente 4 mil pessoas, e seu proprietário é o Clube 15 de Novembro.
Em 1935, o clube adquiriu e passou a jogar em um novo campo, que é o atual Estádio Sady Arnildo Schmidt.